# Harry Haffner

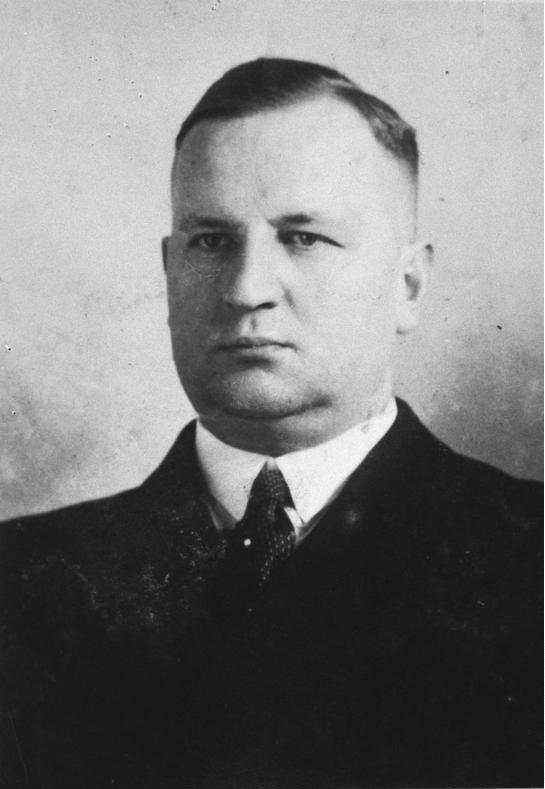
Harry Haffner, 1937

Harry Haffner (* 28. Mai 1900 in Uslar; † 14. Oktober 1969 in Hornberg), Pseudonym Heinrich Hartmann, war ein deutscher Jurist und Nationalsozialist.

## NS-Karriere
Haffner studierte in Göttingen und war seit dem Wintersemester 1918/19 Mitglied der Burschenschaft Brunsviga. Er schloss das Studium mit der Promotion zum Dr. jur. ab. Er trat zum 1. Mai 1933 der NSDAP (Mitgliedsnummer 2.622.137) sowie im selben Jahr der SA bei, war anfangs Stabsleiter beim Bund Nationalsozialistischer Deutscher Juristen und Zellenleiter bei der NSV.
1934 wurde er Erster Staatsanwalt in Celle und 1937 Oberstaatsanwalt beim Generalstaatsanwalt Kassel. Seit 1938 war er Vertreter des Generalstaatsanwaltes in Hamm.
Im November 1943 wurde Haffner zum Generalstaatsanwalt am Oberlandesgericht Kattowitz ernannt und war damit auch für das Vernichtungslager Auschwitz zuständig. Auf der Feier zu seiner Amtseinführung am 26. Januar 1944 hielt der Staatssekretär des Reichsjustizministeriums, Herbert Klemm, eine Rede, über die in der Zeitschrift „Deutsche Justiz“ wie folgt berichtet wurde:
„Weiter betonte der Staatssekretär, dass es eine der wichtigsten Aufgaben der Staatsanwaltschaft und der Justiz überhaupt sei, den Hoheitsträgern für ihre großen politischen Aufgaben den Rücken frei zu halten und diejenigen Elemente, die dem Nationalsozialismus seinen Weg erschwerten oder sich ihm entgegenstellen wollen, zu beseitigen. Die Leitung einer Behörde wie der Staatsanwaltschaft erfordere deshalb ganze Persönlichkeiten.“
Nachdem Roland Freisler im Februar 1945 bei einem Luftangriff ums Leben gekommen war, übernahm zunächst Wilhelm Crohne vorübergehend das Amt. Am 12. März 1945 wurde Haffner letztlich von Hitler zum neuen Präsidenten des Volksgerichtshofes ernannt. Kurz darauf begann die Schlacht um Berlin. Unmittelbar nach dem letzten Geburtstag Hitlers, am 20. April 1945, kamen vorbereitete Evakuierungsmaßnahmen der Reichsregierung, Reichsministerien und des Sicherheitsapparats zur Ausführung. Alle Reichsminister sammelten sich im Raum Eutin-Plön, da dieser noch kampffrei war. Haffner setzte sich sodann, nach nur vier Hauptverhandlungen, am 24. April 1945 auf Anraten Wilhelm Keitels von Potsdam nach Schwerin ab und von dort weiter nach Bad Schwartau. In Bad Schwartau wollte er den Volksgerichtshof neu etablieren. Vor den herannahenden britischen Truppen floh Dönitz, den Hitler vor seinem Suizid zum Reichspräsident bestimmt hatte, zusammen mit der letzten Reichsregierung schließlich am 2. Mai 1945 von Plön weiter nach Flensburg-Mürwik. Der Volksgerichtshof wurde dabei offenbar nicht mit nach Flensburg verlegt, die dortige NS-Militärjustiz fällte weiter Todesurteile. Über die Aktivitäten des Volksgerichtshofs in Bad Schwartau existieren keine umfassenden Quellen. Die Besetzung Bad Schwartaus durch die britischen Truppen am 2. Mai 1945 verhinderte weitere Aktivitäten.

## Nach dem Krieg
Unter dem Namen Heinrich Hartmann lebte Haffner seit 1946 im hessischen Sontra. Dort betrieb er zusammen mit seiner Frau einen Knopfladen. 1953 wandte er sich an die Staatsanwaltschaft Kassel und machte seine Vergangenheit publik. Ermittlungsverfahren gegen ihn wurden eingestellt.